# Pantelej Pacsov
Pantelej Lazarov Pacsov, bolgárul Пантелей Лазаров Пачов (Aszenovgrad, 1939. február 24. – Plovdiv, 2017. június 17.) bolgár politikus, technológia mérnök, a Bolgár Kommunista Párt Központi Bizottságának és Politikai Bizottságának egykori tagja.

## Pályafutása
1986-tól tagja volt a párt Központi Bizottságának, 1989-től 1990-ig a Politikai Bizottságának is.
Miután daganatos betegséget diagnosztizálták nála, 2017. június 17-én öngyilkos lett.

## Fordítás
Ez a szócikk részben vagy egészben a Пантелей Пачов című bolgár Wikipédia-szócikk fordításán alapul.  Az eredeti cikk szerkesztőit annak laptörténete sorolja fel. Ez a jelzés csupán a megfogalmazás eredetét és a szerzői jogokat jelzi, nem szolgál a cikkben szereplő információk forrásmegjelöléseként.